# Baglan
Baglan  este un oraș  partea de nord a Afganistanului, la poalele munților Hindu-Kush, la o altitudine de 1.700 m. Populația este formată majoritar din paștuni, dar există o importantă minoritate uzbecă și tadjică. Orașul a luat naștere în anii 1930 ca nod rutier.

## Economie
Baglan este cel mai important centru  de producție a sfeclei-de-zahăr din Afganistan. Fabrică de zahăr.